# ليلى المراكشي
ليلى مراكشي مخرجة مغربية من مواليد 10 ديسمبر 1975، مقيمة في فرنسا بدأت مسيرتها الإخراجية أول مرة سنة 2005 بفلم ماروك الذي خلق ضجة كبيرة في المغرب. ليلى متزوجة من المخرج اليهودي السفاردي ألكسندر أجا، ابن المخرج الفرنسي ألكسندر أركادي الذي كان أحد المستوطنين الفرنسيين في المغرب العربي.

## روابط خارجية
- ليلى المراكشي على موقع IMDb (الإنجليزية)
- ليلى المراكشي على موقع ألو سيني (الفرنسية)
- ليلى المراكشي على موقع أول موفي (الإنجليزية)
- ليلى المراكشي على موقع قاعدة بيانات الأفلام السويدية (السويدية)
- ليلى المراكشي على موقع قاعدة بيانات الفيلم (الإنجليزية)
- ليلى المراكشي على موقع كينوبويسك (الروسية)